# موش پرزور
موش پرزور (نام علمی: Phoberomys pattersoni) نام یک گونه از تیره پاکاراناها است.